# Valle del Tiropeón
El Valle de Tiropeón  (en hebreo: טירופיאון, transliteración del griego τυροποιεόν: "queseros" ) es el nombre dado por el historiador Flavio Josefo, a un barranco escarpado ubicado en la Ciudad Vieja de Jerusalén, que en la antigüedad separaba el Monte Moriah del Monte Sion y desembocaba en el valle de Hinnom. El Tiropeón, actualmente está cubierto por una gran acumulación de escombros y es casi un llano: En la Antigüedad, no obstante, era atravesado por puentes, el más conocido de los cuales fue el de Sion, medio ordinario de comunicación entre el Palacio Real y el Templo.